# Carbonara di Po
Carbonara di Po (Carbunèra in dialetto basso mantovano) è una località di 1 258 abitanti sede del comune italiano di Borgocarbonara della provincia di Mantova in Lombardia. L'originaria denominazione di Carbonara si trasformò nell'attuale nel 1867. Tra settembre 2015 e dicembre 2016, con i comuni di Borgofranco sul Po, Felonica, Magnacavallo, Poggio Rusco e Sermide, ha fatto parte della soppressa Unione dei comuni Sei Oltrepò.
Dal 1º gennaio 2019, a seguito del referendum popolare consultivo dell'11 febbraio 2018, si è fuso con il comune di Borgofranco sul Po per dare vita al nuovo comune di Borgocarbonara, del quale è sede municipale.

## Origini del nome
Il nome di Carbonara (e della località di Carbonarola) risale al Medioevo ed è di incerta origine. Effettuando un'analisi etomologica, il nome potrebbe derivare ed essere associato a carbonaio o carbonaia. Potrebbe inoltre derivare dal latino carbonaria, acqua scura.

## Storia
Il territorio in cui giace il Comune di Carbonara di Po sembra essere stato sede di popolazioni sedentarie soltanto quando, alla fine del periodo Repubblicano e al principio di quello Imperiale, Roma aveva ormai completato e raggiunto il culmine della sua mirabile opera di bonifica e centuriazione. Infatti allo stanziamento dei coloni corrispondeva la regolamentazione delle acque, la costruzione della rete stradale e la lottizzazione dei campi, ottenuta anche tramite la riduzione delle zone boschive.
Nel territorio non esistono nomi di luoghi e di famiglie di derivazione romana. Durante il Basso Impero erano infatti già in atto, per varie ragioni, la decadenza e l'abbandono delle campagne e dei centri abitati. Le invasioni barbariche posero fine ad ogni tipo di attività e con l'abbandono delle opere di arginatura e bonifica il territorio ridivenne quasi esclusivamente paludoso.
Soltanto i Longobardi, forse, a motivo della difesa strategica del Po ridiedero un po' di vita a questo territorio, non trascurando del tutto le strade.
Dopo il Mille i centri rurali decaduti per mancanza di braccia e di mezzi, assediati dal bosco e dalla palude, riprendono vita. Le antiche strade, in certi luoghi non del tutto abbandonate e cancellate, vengono di nuovo percorse. Per rimediare alle miserevoli condizioni di queste terre e dei loro abitanti si ricorre a grandi concessioni di terre a tenue censo, purché vi si costituissero o mantenessero argini ai corsi d'acqua o si immettessero a coltura nuovi terreni. Sorge così quello che diventerà il Comune rurale, che fu da principio l'associazione di una comunità già esistente, costituita da fedeli che si raccoglievano in una modesta chiesa di campagna.
Durante il periodo Comunale si generarono conflitti, che si protrassero a lungo, tra i Comuni di Mantova e di Ferrara. Queste annose liti, che sorsero per il controllo delle acque del Po, dazi, fiere ed altri diritti comunali, provocarono rovinose scorrerie nei rispettivi territori di confine. 
Nei secoli successivi si andarono a susseguire vicende strettamente legate alla gestione dei territori appartenenti a Mantova, dapprima con il Capitanato dei Bonacolsi e successivamente con il dominio dei Gonzaga. Numerosi provvedimenti furono presi per la gestione dei territori agricoli e delle acque, con il rafforzamento, la manutenzione e la creazione di nuove opere idrauliche e di arginatura. Posto ai confini del territorio mantovano, questo territorio subiva le conseguenze delle lotte interne ed esterne dei vicini e per questo si resero necessarie una vigilanza e una difesa particolari.

### Simboli
Lo stemma di Carbonara di Po si blasonava:

## Monumenti e luoghi d'interesse
- Villa Bisighini, sede municipale. Fu fatta costruire e poi ceduta in eredità al comune di Carbonara di Po, da Francesco Bisighini, imprenditore edile, arricchito dalla sua attività in Argentina tra fine ottocento e inizio Novecento. Bisighini, nato nel 1867, tornò in Italia nel 1904. La villa fu costruita fra il 1906 ed il 1908 affidandone il progetto all’ingegnere cavalier Pacchioni. Nel settembre del 1912, la festa d'inaugurazione portò a Carbonara l'élite della zona, insieme alle famiglie del paese.[11] Viene utilizzata attualmente anche per manifestazioni culturali ed eventi paesani.
- Chiesa dell'Assunzione di Maria. È la parrocchiale di Carbonara,  edificata alla fine del secolo XVIII.
- Corte Dalla Valle. Viene attribuita a Luca Fancelli. Sorge in frazione Carbonarola, è tra i più antichi edifici civili superstiti nella campagna mantovana. Può essere datato, nel suo nucleo originario, alla seconda metà del XV secolo.[9]. Ospita oggi il ristorante Antica Locanda Corte della Marchesa.
- Chiesa parrocchiale di Carbonarola. Sotto il titolo della Immacolata Concezione e Beata Osanna, soggetta alla parrocchia di Carbonara.
- Riserva naturale dell'Isola Boscone.

## Società

### Evoluzione demografica
Abitanti censiti

## Cultura

### Cucina
- Turtèl sguasaròt
- Tartufo. Annualmente tra la fine di ottobre e l'inizio di novembre si svolge la Tartufesta, dove protagonista assoluto è il tartufo raccolto localmente.